# Autolux
Autolux est un groupe américain de rock alternatif, originaire de Los Angeles, en Californie. Leur musique se veut rock et mélancolique en intégrant des éléments bruitistes et électroniques. Le groupe est composé des membres Eugene Goreshter (chant et basse), Greg Edwards (chant et guitare) et Carla Azar (chant et batterie).
Les chansons phares du groupe sont Turnstile Blues, Audience No. 2, Spots, Here Comes Everybody ou encore Supertoys. Trent Reznor (Nine Inch Nails) et Maynard James Keenan (Tool) apprécient le groupe et leur ont adressé de nombreux éloges.

## Histoire
Autolux est formé en 2001 à Los Angeles, en Californie. Goreshter et Azar se rencontrent pendant l'écriture d'une chanson pour Accidental Death of an Anarchist de Dario Fo. Azar rencontre Edwards pendant sa tournée avec son groupe, Failure. En août 2001, Autolux publie son premier album live, enregistré à deux shows au Fold de Silverlake Lounge. En mars 2001, le groupe publie un EP, Demonstration. Il comprend cinq morceaux.
T-Bone Burnett signe Autolux à DMZ, un petit label créé par Burnett et les frères Coen,. En novembre 2002, Autolux entre en studio pour enregistrer un premier album, Future Perfect, et termine les premiers enregistrements en janvier 2003. Contrairement aux méthodes d'enregistrement employées pour Demonstration, Burnett souhaitait capturer un son live pour l'album. La chanson Asleep at the Trigger est enregistrée au studio Space 23. À la fin 2003, l'album est mixé par Dave Sardy. L'album est publié le 21 septembre 2004, et généralement bien accueilli par la presse spécialisée
En 2005, Autolux joue avec les groupes : The White Stripes, Shellac, Deerhoof, et en première partie de Nine Inch Nails lors d'une tournée comprenant également Queens of the Stone Age. En avril 2005, Autolux joue au All Tomorrow's Parties de Londres, en Angleterre. En mai, ils jouent au Coachella Valley Music and Arts Festival. Autolux est ensuite invité par Trent Reznor à ouvrir pour Nine Inch Nails à leur tournée With Teeth entre septembre et octobre 2005. Après leur tournée avec Nine Inch Nails, le groupe finit l'année à ouvrir pour Queens of the Stone Age au Wiltern Theatre de Los Angeles.
En janvier 2006, Autolux joue à l'émission Jimmy Kimmel Live!. En février 2006, le groupe écrit un morceau, Tears for an Inhaler pour une exposition appelée Sonic Scenery au Musée d'histoire naturelle du comté de Los Angeles. En juin 2006, Autolux est approché par James Lavelle d'UNKLE pour collaborer sur son prochain album, War Stories, publié en juillet 2007. Le 30 avril 2007, Unkle publie un vinyle remix en édition limitée intitulé Surrender Sounds Session Session #3 and #4, dont la face B est un remix de la chanson d'Autolux, Turnstile Blues, issue de Future Perfect,.
Turnstile Blues devient la chanson d'ouverture de The Air I Breathe. En août la même année, le groupe joue au Sunset Junction Street Fair de Silver Lake, Los Angeles, en Californie, et sont invités, en décembre par Portishead au All Tomorrow's Parties. Autolux joue au festival Primavera Sound de Barcelone, en Espagne, en mai 2008 ; en juin, ils jouent avec PJ Harvey pour une tournée en Russie ; et jouent en septembre au festival ATP de Monticello, New York, avec My Bloody Valentine. En septembre 2009, le groupe effectue sa première tournée américaine en tête d'affiche commençant par le festival New York ATP, avec The Flaming Lips.
En mars 2010, ils participent également à la première partie du projet de Thom Yorke, Atoms for Peace. Le 27 février 2011, le groupe joue encore à l'ATP, cette fois à Tokyo, au Japon, intitulée I'll Be Your Mirror.
Le 19 novembre 2015, Autolux partage le single Soft Scene et annonce un troisième album, pour le printemps 2016 au label 30th Century Records. Le 19 janvier 2016, Autolux annonce finalement la sortie le 1er avril de Pussy's Dead, produit par Boots,. Le groupe joue la même année au Coachella Festival.

## Discographie
- 2004 : Future Perfect
- 2010 : Transit Transit
- 2016 : Pussy's Dead